# Alexander Porter
Pour les articles homonymes, voir Porter.
Alexander Porter est un coureur cycliste australien, né le 13 mai 1996 à Adélaïde et participant à des épreuves sur route et sur piste. Il est champion du monde de poursuite par équipes en 2016 et 2019.

## Biographie
En avril 2018, il décroche la médaille d'or aux Jeux du Commonwealth 2018 en poursuite par équipes. Les Australiens s'imposent en battant en finale le record du monde en 3 min 49 s 804.
Il arrête sa carrière à l'issue de la saison 2022, à 26 ans.

## Palmarès sur piste

### Jeux olympiques
- Tokyo 2020
  -  Médaillé de bronze de la poursuite par équipes

### Championnats du monde
- Londres 2016
  -  Champion du monde de poursuite par équipes (avec Sam Welsford, Michael Hepburn, Callum Scotson, Miles Scotson et Luke Davison)
- Hong Kong 2017
  -  Champion du monde de poursuite par équipes (avec Cameron Meyer, Sam Welsford, Nicholas Yallouris, Kelland O'Brien et Rohan Wight)
  - 23e du scratch[3]
- Pruszków 2019
  -  Champion du monde de poursuite par équipes (avec Sam Welsford, Kelland O'Brien, Leigh Howard et Cameron Scott)
  - 16e de la poursuite individuelle

### Championnats du monde juniors
- Séoul 2014
  -  Champion du monde de poursuite par équipes juniors (avec Sam Welsford, Daniel Fitter et Callum Scotson)

### Coupe du monde
- 2015-2016
  - 1er de la poursuite par équipes à Hong Kong (avec Sam Welsford, Miles Scotson et Rohan Wight)
  - 3e de la poursuite par équipes à Cali
- 2018-2019
  - 1er de la poursuite par équipes à Berlin (avec Kelland O'Brien, Sam Welsford, Leigh Howard et Cameron Scott)
- 2019-2020
  - 1er de la poursuite par équipes à Brisbane (avec Kelland O'Brien, Leigh Howard, Sam Welsford et Lucas Plapp)
  - 2e de la poursuite par équipes à Cambridge

### Jeux du Commonwealth
| Édition / Épreuve | Poursuite par équipes                        |
| Gold Coast 2018   | Or (avec Welsford, Howard, O'Brien et Kerby) |

### Championnats d'Océanie
| Édition / Épreuve       | Poursuite par équipes                  | Course aux points | Scratch | Américaine | Omnium |
| Adélaïde 2014 (juniors) |                                        |                   | Or      |            | Argent |
| Adélaïde 2014           |                                        |                   | Argent  |            |        |
| Invercargill 2015       | Argent                                 |                   |         |            |        |
| Melbourne 2016          | Or (avec O'Brien, Scotson et Welsford) |                   | Or      |            |        |
| Adélaïde 2018           |                                        | Argent            |         | Or         |        |

### Championnats d'Australie
- 2015
  -  Champion d'Australie de poursuite par équipes (avec Alexander Edmondson, Callum Scotson et Miles Scotson)
- 2016
  -  Champion d'Australie de poursuite par équipes (avec Alexander Edmondson, Callum Scotson et Miles Scotson)

## Palmarès sur route

### Par année
- 2016
  - 3e étape du Tour of the Great South Coast
  - 2e du Tour of the King Valley
- 2017
  -  Champion d'Australie du critérium espoirs
  - 2e du championnat d'Australie sur route espoirs

### Classements mondiaux
| Année           | 2016  |
| --------------- | ----- |
| UCI Europe Tour | 1901e |